# Stanislav Bessmertnyj
Stanislav Vasil'evič Bessmertnyj (in russo Станислав Васильевич Бессмертный?; Rostov sul Don, 11 marzo 2004) è un calciatore russo, difensore dell'Ural in prestito dalla Dinamo Mosca.

## Carriera

### Club
Bessmertnyj è cresciuto nel settore giovanile della Dinamo Mosca, con cui ha iniziato a giocare nella seconda squadra a partire dalla stagione 2021-2022. L'11 gennaio 2023 ha prolungato il contratto fino al 2026 ed è stato promosso in prima squadra. Ha debuttato il 25 luglio nell'incontro di Kubok Rossii perso ai rigori contro il Pari Nižnij Novgorod ed il 13 agosto seguente ha segnato il suo primo gol nel successo per 2-0 sul Baltika.

### Nazionale
Ha giocato nelle nazionali giovanili russe Under-17, Under-18, Under-19 ed Under-21.

## Statistiche

### Presenze e reti nei club
Statistiche aggiornate al 7 agosto 2024.
| Stagione        | Squadra         | Campionato      | Campionato | Campionato | Coppe nazionali | Coppe nazionali | Coppe nazionali | Coppe continentali | Coppe continentali | Coppe continentali | Altre coppe | Altre coppe | Altre coppe | Totale | Totale | Totale |
| Stagione        | Squadra         | Comp            | Pres       | Reti       | Comp            | Pres            | Reti            | Comp               | Pres               | Reti               | Comp        | Pres        | Reti        | Pres   | Reti   |        |
| --------------- | --------------- | --------------- | ---------- | ---------- | --------------- | --------------- | --------------- | ------------------ | ------------------ | ------------------ | ----------- | ----------- | ----------- | ------ | ------ | ------ |
| 2021-2022       | Dinamo-2 Mosca  | PPF             | 21         | 0          |                 | -               | -               |                    | -                  | -                  |             | -           | -           | 21     | 0      |        |
| 2022-2023       | Dinamo-2 Mosca  | PPF             | 26         | 0          |                 | -               | -               |                    | -                  | -                  |             | -           | -           | 26     | 0      |        |
| 2023-2024       | Dinamo-2 Mosca  | PPF             | 4          | 0          |                 | -               | -               |                    | -                  | -                  |             | -           | -           | 4      | 0      |        |
| 2024-2025       | Dinamo-2 Mosca  | PPF             | 5          | 1          |                 | -               | -               |                    | -                  | -                  |             | -           | -           | 5      | 1      |        |
| 2023-2024       | Dinamo Mosca    | PL              | 4          | 1          | CR              | 5               | 0               |                    | -                  | -                  |             | -           | -           | 9      | 1      |        |
| 2024-2025       | Dinamo Mosca    | PL              | 2          | 0          | CR              | 1               | 0               |                    | -                  | -                  |             | -           | -           | 3      | 0      |        |
| Totale carriera | Totale carriera | Totale carriera | 62         | 2          |                 | 6               | 0               |                    | -                  | -                  |             | -           | -           | 68     | 2      |        |